# Тетраиодоаурат(III) калия
Тетраиодоаурат(III) калия — неорганическое соединение,
комплексная соль металлов калия, золота и иодоводородной кислоты с формулой K[AuI4],
чёрные кристаллы.

## Получение
- Действие избытка иодида калия на хлорид золота(III):

{\displaystyle {\mathsf {Au_{2}Cl_{6}+8KI\ {\xrightarrow {}}\ 2K[AuI_{4}]+6KCl}}}

## Физические свойства
Тетраиодоаурат(III) калия образует чёрные кристаллы.

## Химические свойства
- Разлагается при нагревании:

{\displaystyle {\mathsf {2K[AuI_{4}]\ {\xrightarrow {60^{o}C}}\ 2Au+2KI+3I_{2}}}}